# Un corps chaud pour l'enfer
Pour plus de détails, voir Fiche technique et Distribution.
Un corps chaud pour l'enfer (Un corpo caldo per l'inferno) est un poliziottesco tuniso-franco-italien réalisé par Franco Montemurro et sorti en 1969.

## Synopsis
Après avoir dévalisé une bijouterie, Charles est retrouvé mort par Marcel Mauriac, le receleur auquel il s'était adressé pour placer la marchandise.
Le reste de la bande, certain que c'est lui qui l'a tué pour s'emparer des bijoux, lui tend un piège.

## Fiche technique
Sauf indication contraire, les informations mentionnées dans cette section peuvent être confirmées par la base de données cinématographiques Unifrance,  présente dans la section « Liens externes ».
- Titre original : Un corpo caldo per l'inferno ou Casbah, violenza e amore[1]
- Titre français : Un corps chaud pour l'enfer ou Furie de sexe ou Furie-sexe ou La Furie des sexes ou Amour à la casbah[2]
- Réalisateur : Franco Montemurro
- Scénario : Luigi Capuano, Gianfranco Clerici, Franco Montemurro
- Photographie : Augusto Tiezzi
- Montage : Jolanda Benvenuti (it)
- Musique : Angelo Francesco Lavagnino
- Décors : Pier Vittorio Marchi
- Costumes : Walter Patriarca (it)
- Maquillage : Anacleto Giustini
- Production : Fortunato Misiano, René Pignères, Gérard Beytout
- Société de production : Romana Film (Rome) • ABC (Tunis) • Société nouvelle de cinématographie (Paris)
- Pays de production :  Italie
- Langue de tournage : italien
- Format : couleur par Eastmancolor - 2,35:1 - Son mono - 35 mm
- Durée : 87 minutes (1 h 27)
- Genre : poliziottesco, film policier érotique[2]
- Dates de sortie :
  - Italie : 14 mars 1969
  - France : 5 avril 1972[2]

## Distribution
- Jean Valmont : Marcel Mauriac
- Krista Nell : Greta Nielsen
- Giorgio Gargiullo (sous le nom de « George Patton ») : le commissaire
- John Benedy : Robert Servais
- Fabienne Dali : Josette
- Franco Ressel (sous le nom de « Frak Ressel ») : Wilkins
- Tullio Altamura (en) (sous le nom de « Tor Altmayer ») : LeClerc
- Aldo Bufi Landi : Charles Clancy
- Tony De Leo : Louis
- Franco Jamonte
- Ugo Adinolfi
- Franco Pasquetto : Michel
- Gianni Pulone